# Carda
A carda (também chamada cardadeira ou cardadora) é uma máquina que realiza o processo de cardagem (ou cardação) utilizado pelas indústrias de fiação e tecelagem no tratamento da fibra a ser utilizada no fabrico de fios.

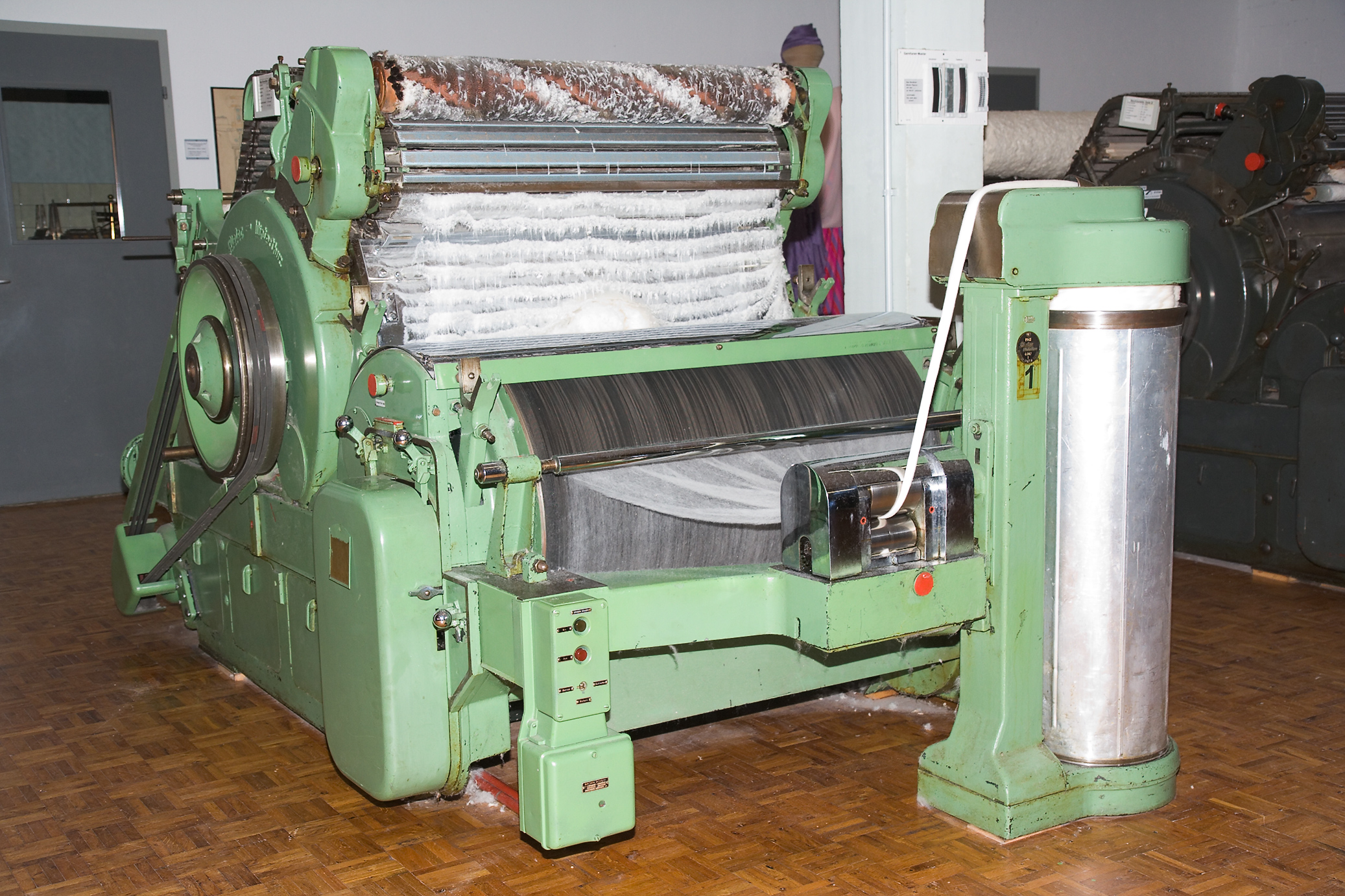
Carda de Algodão

## Introdução

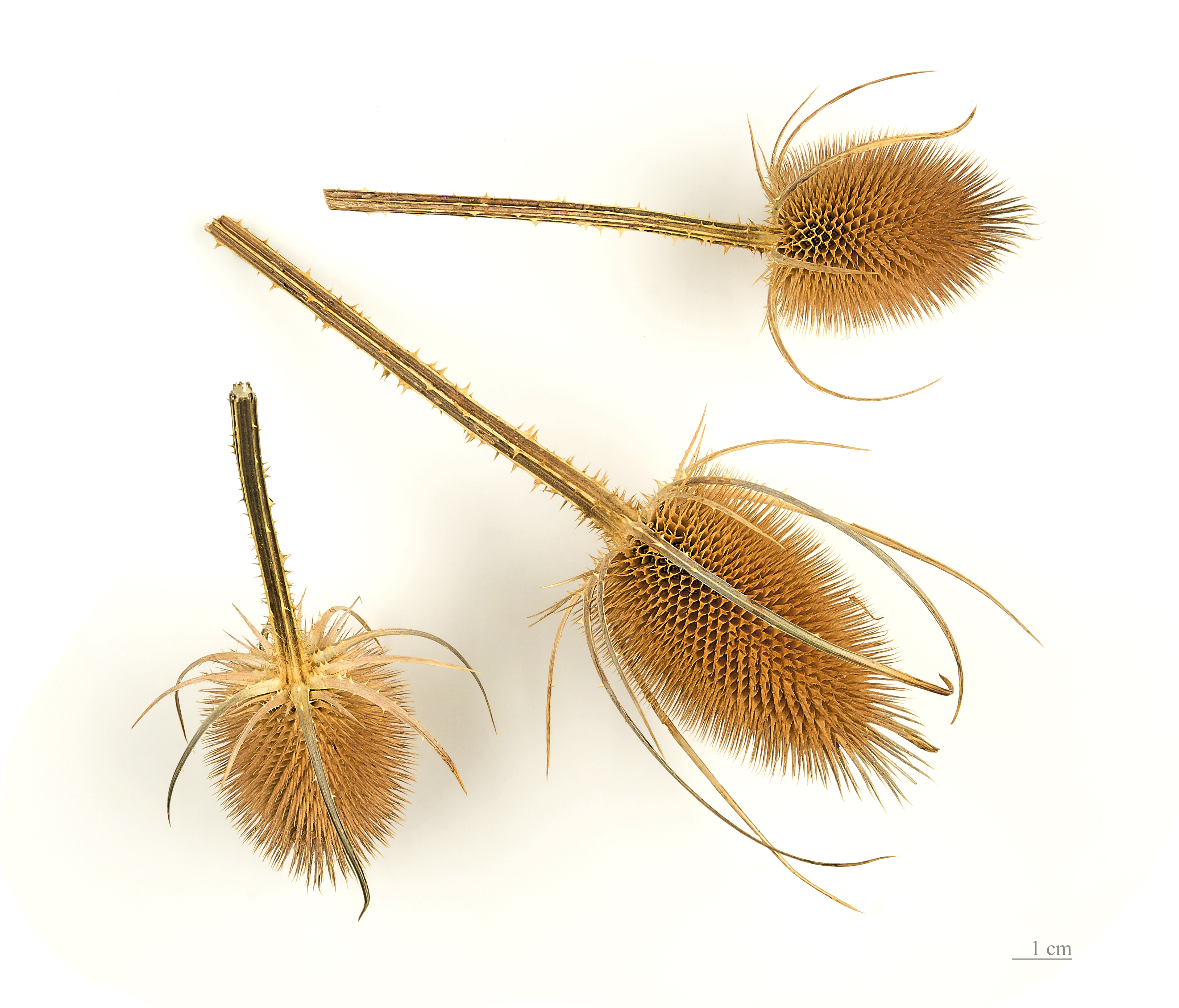
Cardos

A Cardação é um processo mecânico que desembaraça, limpa e mistura fibras de modo a produzir um véu ou fita de fibras adequada aos passos seguintes do processo têxtil. Isto é alcançado através da passagem das fibras entre duas superfícies muito próximas, revestidas com guarnição de pontas afiadas, que se movem diferencialmente, tanto a nível da velocidade relativa como também no sentido da rotação, ela rompe aglomerados de fibras desorganizadas e, em seguida, alinha as fibras individual e paralelamente umas às outras. Ao mesmo tempo remove impurezas contidas nas fibras, sobretudo através das acção do chapéu da carda.

## Etimologia
A palavra carda é derivada da palavra em Latim carduus, que significa Cardo , género botânico pertencente à família das Dipsacaceae, cujas flores uma vez secas eram, e ainda são, usadas para cardar e pentear as fibras antes da fiação.

## Objectivos da cardação
A operação da cardação tem os seguintes objectivos:
1. Continuação da abertura das fibras, de tufos até às fibras individualizadas;
2. Eliminação das impurezas presentes nas fibras;
3. Eliminação de poeiras e micro partículas;
4. Desenredar borbotos (neps);
5. Eliminação de fibras curtas;
6. Mistura de fibras;
7. Orientação das fibras;
8. Formação de uma fita de fibras.

## Cardação Manual

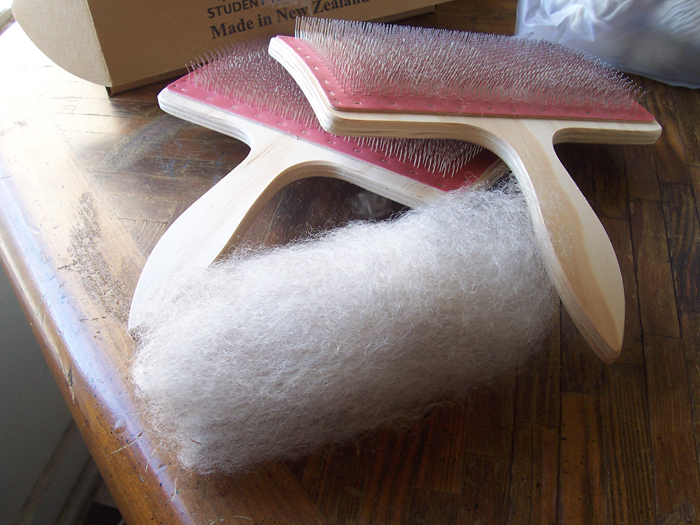
Véu de fibras cardado manualmente

Na cardação manual, uma pessoa segura uma das cardas com a mão esquerda sobre a perna esquerda (Ao contrário se for canhota). Nessa carda é colocada uma pequena quantidade de fibras. A carda que é segura pela mão direita é passada através das fibras. A carda móvel separa, endireita e alinha as fibras. As impurezas são libertadas e caem à medida que as fibras se alinham. Este passo tem de ser repetido as vezes necessárias até que todas as fibras sejam transferidas da carda fixa para a carda móvel. Assim que todas as fibras tenham sido transferidas, neste momento as cardas são trocadas e o processo é novamente repetido até que as fibras estejam satisfatoriamente alinhadas e limpas de impurezas. Para retirar as fibras da carda basta passar a carda no sentido inverso ao usado na cardação.

## Cardação mecânica
A cardação mecânica opera ainda hoje com o mesmo principio que norteou a sua mecanização em 1770. Em termos de equipamento, ele mantém-se sensivelmente idêntico desde 1850.

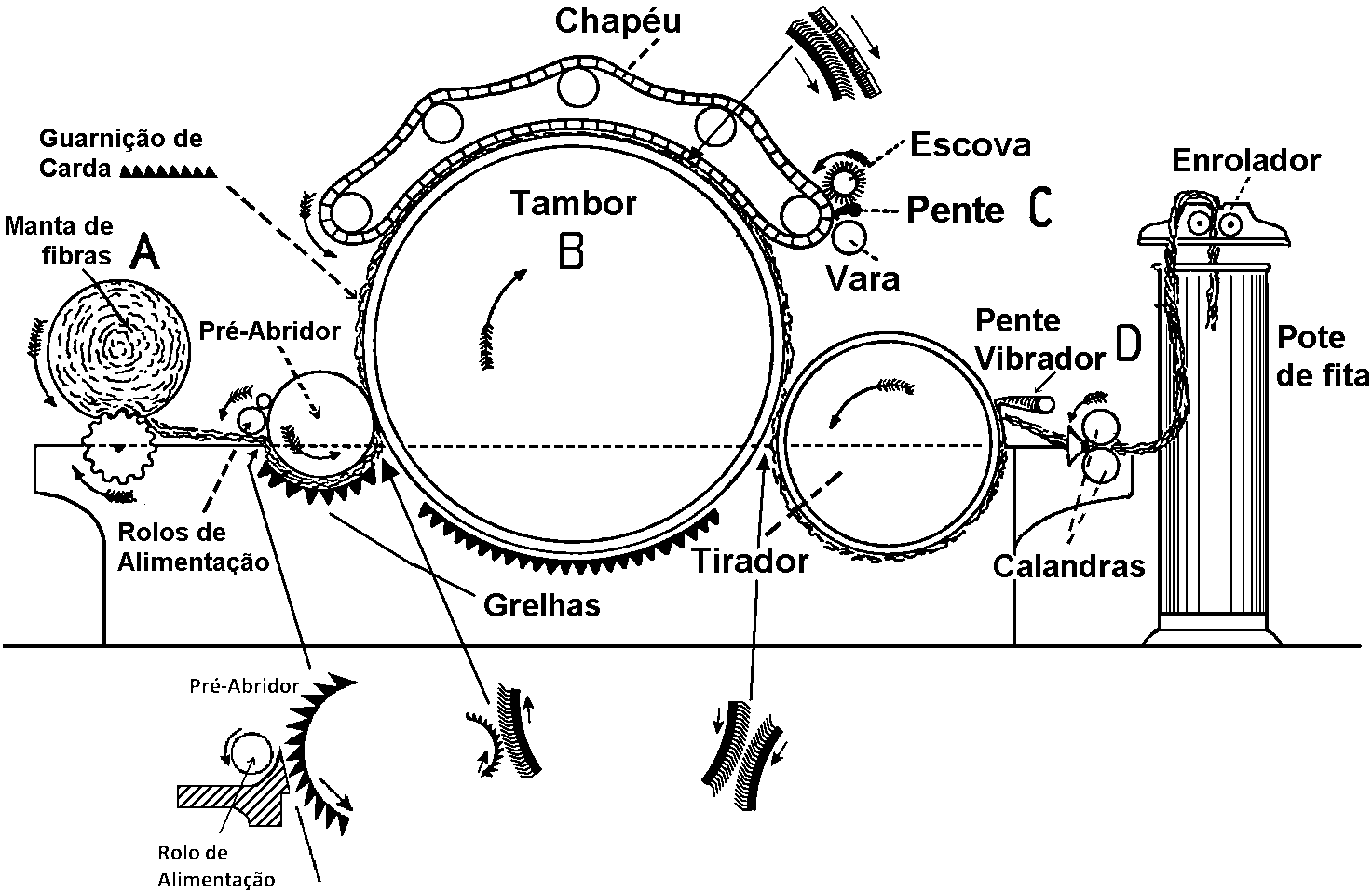
Diagrama Seccional de uma carda de chapéus

No processo mecânico, as fibras são alimentadas à carda através de uma manta feita no batedor ou através de alimentação pneumática num carregador. A manta de fibras é puxada pelos rolos alimentadores que para ser apanhada pelos dentes do rolo pré-abridor, o qual vai arrancando tufos e os apresenta ao tambor. Este tambor, revestido com guarnição de carda (fita metálica de aço com perfil em dentes de serra), gira a grande velocidade, arranca os tufos e transporta-os até ao chapéu que é composto por placas revestidas por agulhas afiadas. O chapéu, com dentes no sentido oposto ao do tambor, aprisiona os tufos de fibras e, como se desloca muito lentamente em relação ao tambor da carda, estes são sucessivamente “penteados” pela guarnição da carda, a qual os vai arrancando, paralelizando e individualizando-os. Quando o chapéu deixa de estar em contacto com o tambor, os tufos remanescentes são removidos pelo Pente C e enrolados na vara. A escova remove algumas fibras que não o foram pelo pente.

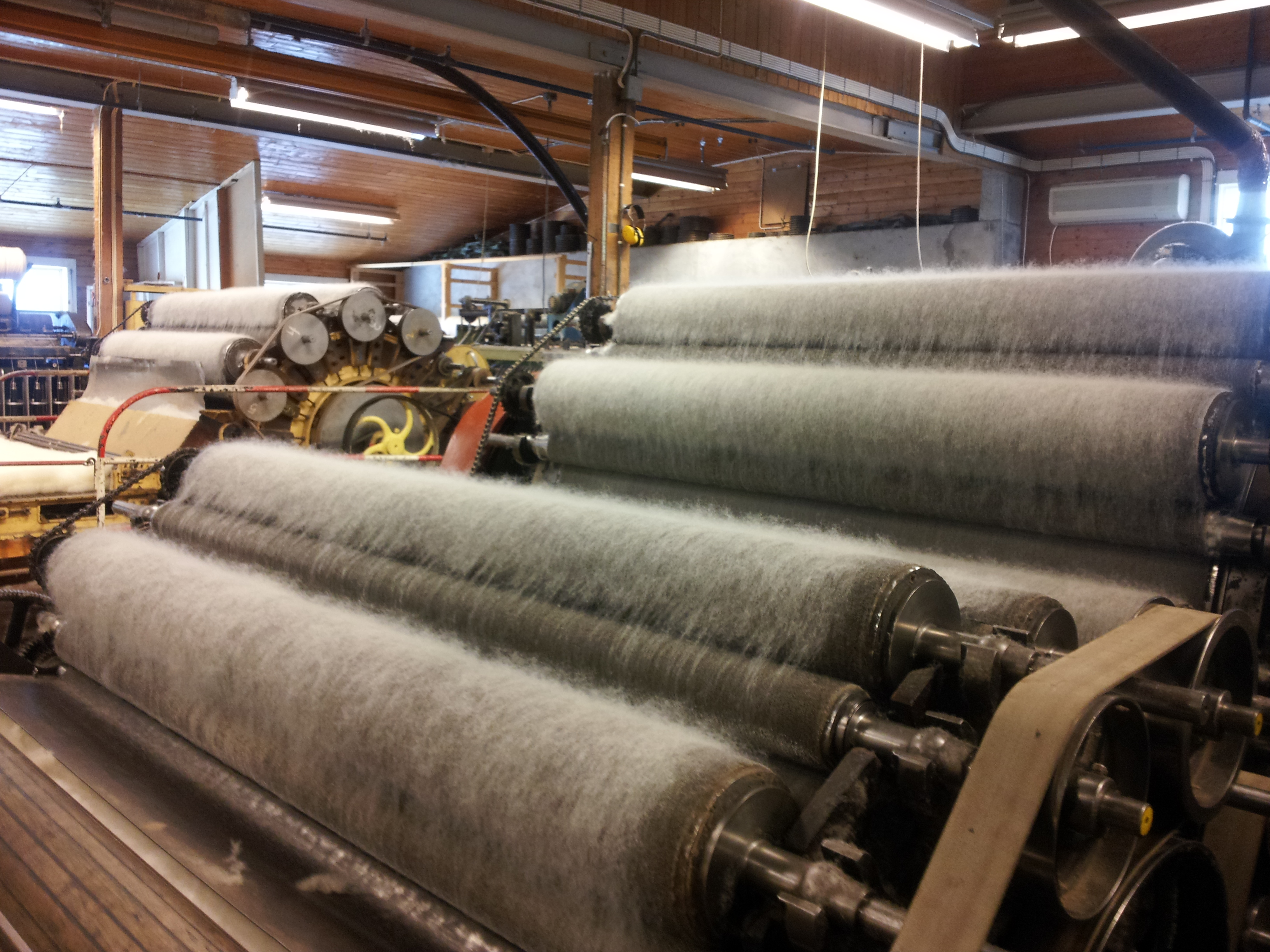
Carda de lã

As fibras já cardadas são removidas pelo tambor tirador, o qual gira a uma velocidade inferior e dentes em sentido oposto ao do tambor, recebe as fibras do tambor e transporta-as ao pente vibratório, o qual remove as fibras sob a forma de véu. Este véu é aglomerado ao passar por um funil e transformado numa fita, a qual passa pelas calandras e é introduzido num pote.
Actualmente, o pente vibratório, que limitava a velocidade do tirador a 16 rpm, foi substituído por um sistema de rolos, com e sem guarnição, que permitiu aumentar a produção de uma carda desde os 5 kg/h em 1965 até aos 220 kg/h actuais.
A cardação de fibras longas (Lã) segue exactamente o mesmo princípio, no entanto, as cardas operam em tandem de 3 ou 4 e não possuem chapéus, sendo que estes são substituídos por rolos revestidos de guarnição.

## Guarnição de carda

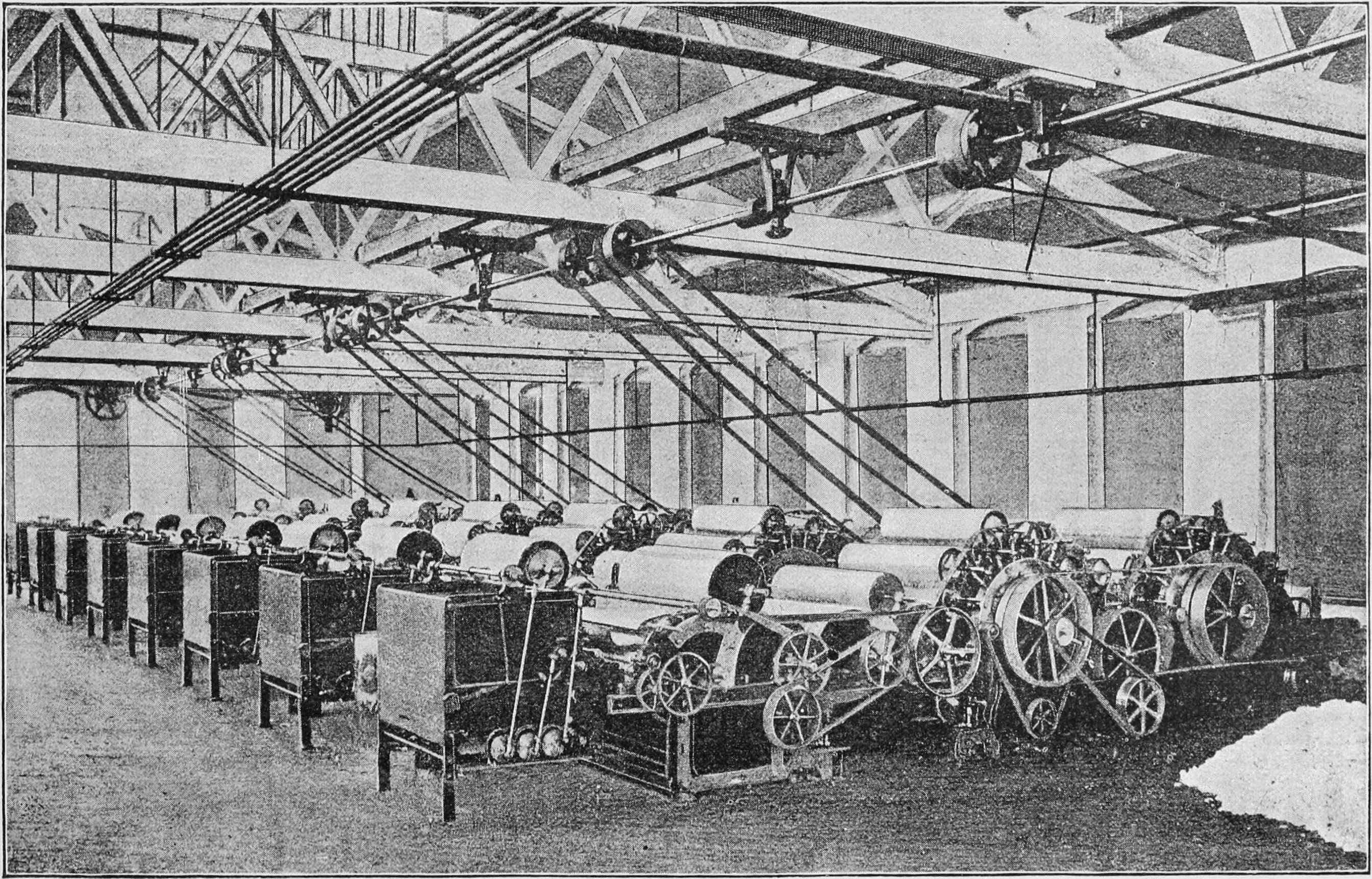
Salão de cardas de lã em tandem

A guarnição de uma carda pode ser de três tipos distintos:
1. Flexível;
2. Semi-rigída;
3. Rígida

As duas primeiras consistem num suporte robusto mais ou menos flexível , em que pinos aguçados de arame muito próximos entre si estão incorporados.
A guarnição rígida é constituída por uma fita metálica com formato de dentes de serra.
A forma, comprimento diâmetro e espaçamento dos pinos é ditado pelo construtor da carda, e pelo tipo de fibras que serão cardadas (fibras curtas ou longas, naturais ou sintéticas)
A escolha de uma guarnição de cardas depende de:
1. Tipo e configuração da carda;
2. Velocidade de rotação do cilindro;
3. Volume de produção;
4. Débito de material;
5. Tipo de fibras a processar (Naturais ou sintéticas);
6. Características das fibras a processar (Finura, comprimento, taxa de impurezas, etc.);
7. Requisitos de qualidade;
8. Custo da guarnição;
9. Serviços oferecidos pelo fornecedor.

## História da cardação

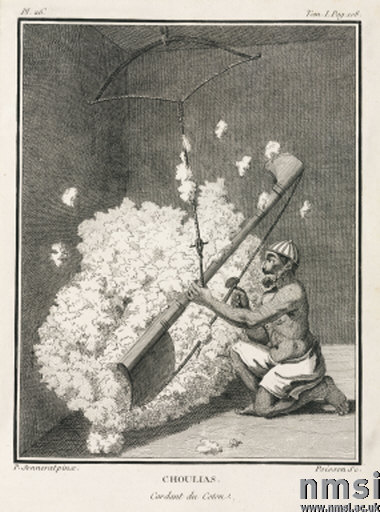
Cardador de Algodão – Gravura realizada a partir de uma ilustração de Pierre Sonnerat de 1682

O Historiador de ciência Joseph Needham atribui a invenção de instrumentos de arco usados na indústria têxtil à Índia
A evidência da utilização de instrumentos de arco na cardação vem da Índia no século II AC. ). Estes equipamento de cardação chamados Kaman e dhunaki soltavam os aglomerados de fibras através de uma corda vibratória)..
Em 1748, Lewis Paul de Birmingham inventou a máquina de cardar manual. Um revestimento de folhas de arame foi colocado à volta de uma carda e enrolado num tambor. Este desenho ainda hoje se mantém Daniel Bourn obteve uma patente similar no mesmo ano e provavelmente usou-a na sua fiação em Leominster, mas esta ardeu completamente em 1754. 
.

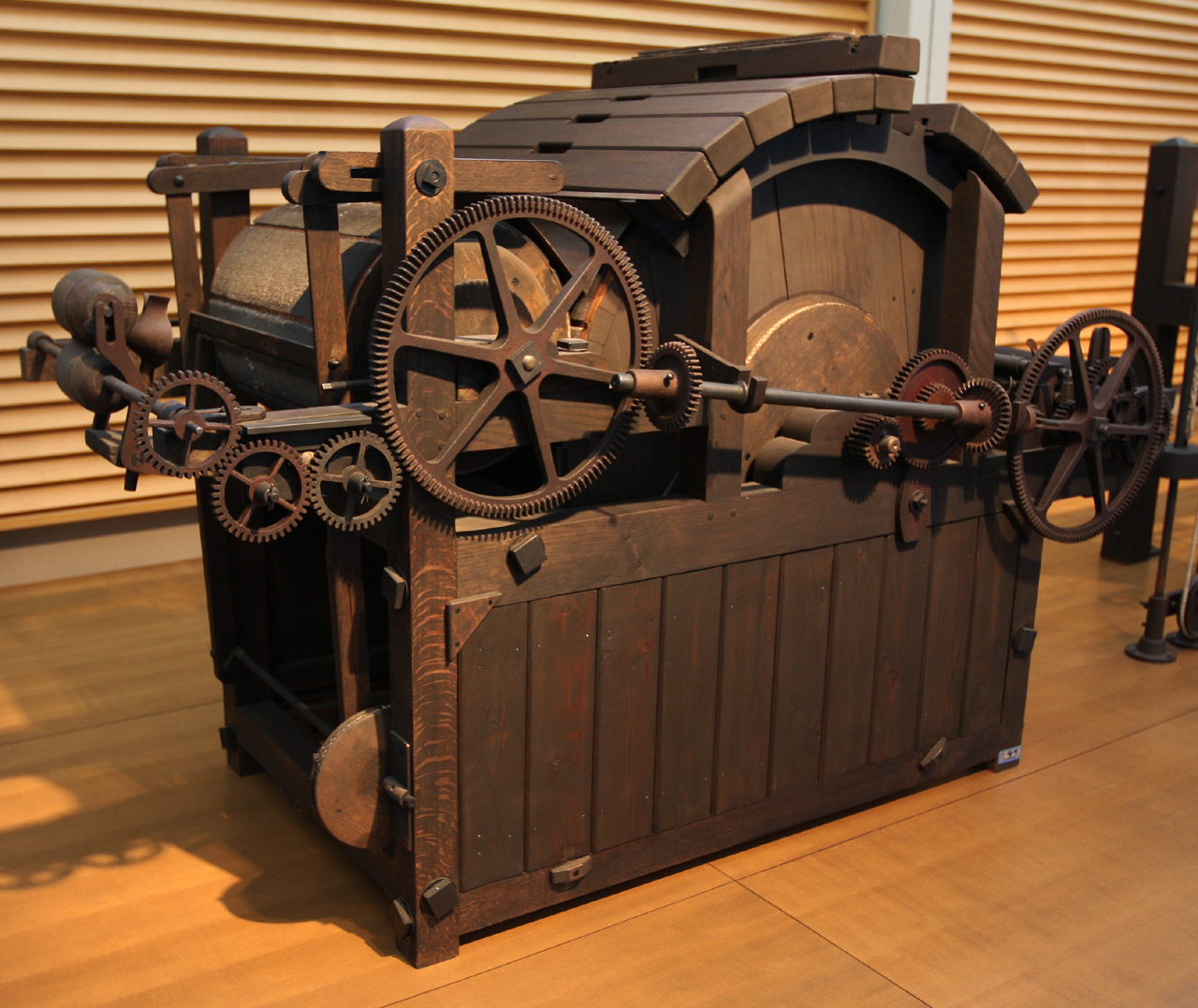
Réplica da Carda de Arkwright

A invenção foi desenvolvida mais tarde por Richard Arkwright e Samuel Crompton. A segunda patente de Arkwright relativa à sua máquina de cardar, foi declarada inválida, por não ser original. 
A partir de 1780, máquinas de cardar foram sendo instaladas em fiações no norte de Inglaterra e País de Gales.
Em 1838 no vale do rio Spen, à volta de Cleckheaton havia 11 fabricantes de guarnição de cardas e em 1893 a povoação era considerada a capital mundial do fabrico de guarnições de carda, sendo que em 2011 apenas existiam em Inglaterra 2 fabricantes.